# Carlos Verger Fioretti
Carlos Verger Fioretti (París, 23 de març de 1872 - Madrid, 28 de maig de 1929) va ser un pintor, gravador i cartellista espanyol. Fill d'una nissaga d'artistes famosos (el pare baríton, i la mare ballarina clàssica), des de ben jove residí a Madrid, on es formà en l'Escola de Belles Arts de San Fernando. El 1904 guanyà per oposició la plaça de professor auxiliar de gravat en l'Escola d'Arts i Oficis, i el 1910 la càtedra de gravat calcogràfic de l'Escola Superior de Belles Arts de San Fernando, en la qual succeí el seu mestre Ricardo de los Ríos. Fou un dels fundadors de l'associació de gravadors que mantingué la revista La Estampa (Madrid, 1911-1914). Cultivà el retrat i la pintura de gènere, però destacà sobretot pels seus aiguaforts, i esdevingué al seu torn mestre d'una generació de gravadors madrilenys i l'introductor de les noves tècniques del gravat en color que havia aprés a França, on estigué pensionat. Els seus gravats es conserven a Madrid en la Calcografia Nacional i en la col·lecció d'estampes de la Biblioteca Nacional; n'hi ha pintures a l'oli en diversos museus, com el del Prado, el de Belles Arts de València i el de Màlaga, entre d'altres. El Museu Nacional d'Art de Catalunya conserva un dels cartells amb què va participar en concursos convocats a Barcelona.

## Algunes obres
Olis sobre tela

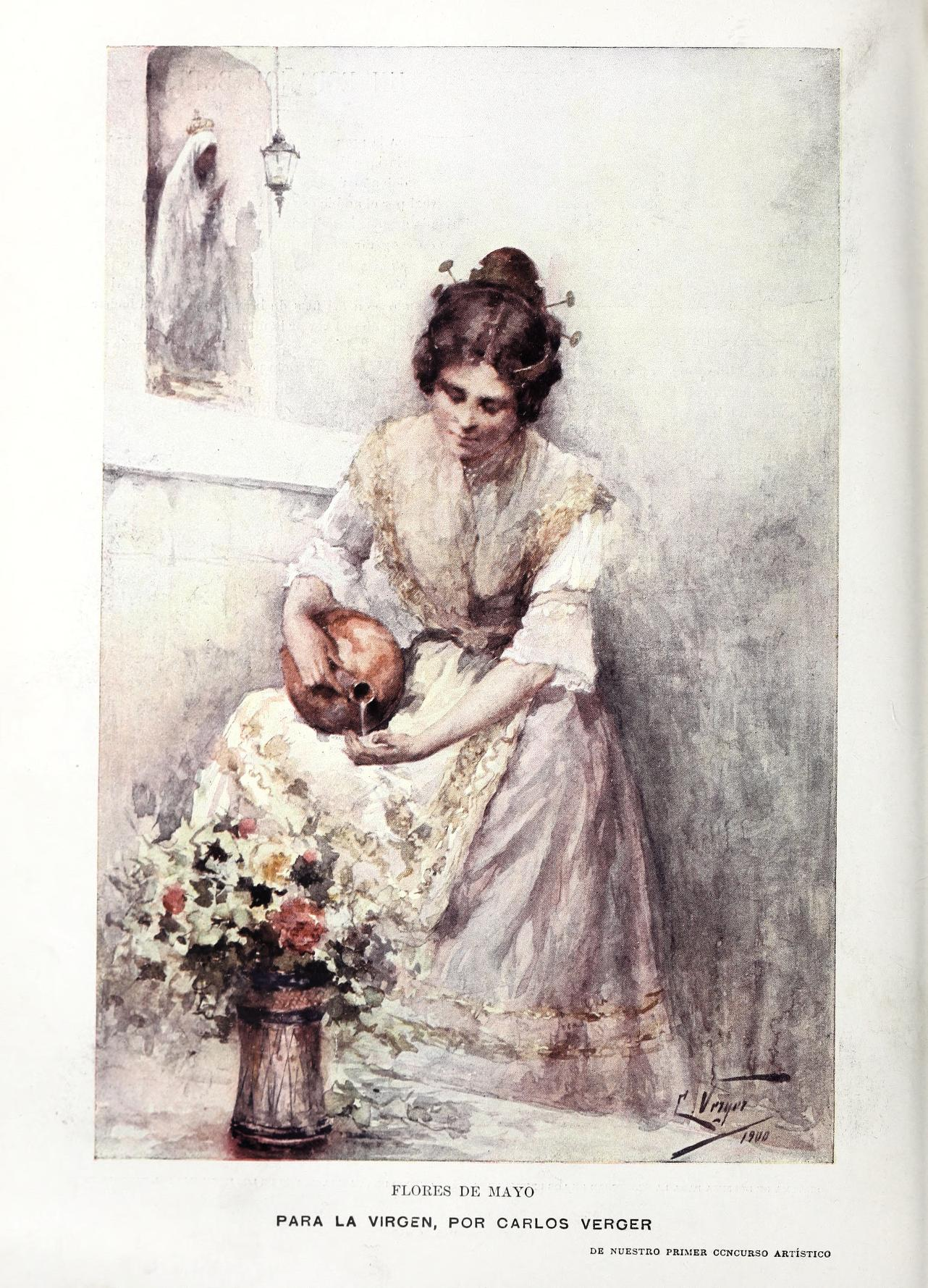
Para la virgen, de Carlos Verger (1901)

- Al·legoria: figura femenina (1905). Museu del Prado, Madrid (en dipòsit al Teatro Real)
- Al·legoria: dues figures femenines (1905). Museu del Prado, Madrid (en dipòsit al Teatro Real)
- L'autor i el seu fill (1912). Museu del Prado, Madrid (en dipòsit al Ministeri de l'Interior)
- Papallones nocturnes (1920). Museu del Prado, Madrid (en dipòsit al Museu Provincial de Zamora)
- Adoració dels Reis d'Orient. Museu Insular de Santa Cruz de la Palma
- Eva (1922). Museu de Belles Arts, València

Gravats
- En la terrassa (aiguafort i aiguatinta, 18…)
- Paisatge d'Àustria (segons pintura de Lachmann, aiguafort, 18…)
- Jesús predicant en la muntanya (segons pintura de Simonet, aiguafort, ca. 1892)
- Contrallum (aiguafort i aiguatinta, 1911)
- El fumador (aiguafort, 1911)
- Sol trist (aiguafort, 1913)
- Boulevard Montparnasse (aiguafort, 1914)
- Retrat de Beethoven (aiguafort i burí, 1914)

## Premis
- Primera medalla de gravat en l'Exposició Nacional de Belles Arts del 1915, i segona en les de 1904 i 1918